# Nephrotoma medleri
Nephrotoma medleri är en tvåvingeart som beskrevs av Alexander 1972. Nephrotoma medleri ingår i släktet Nephrotoma och familjen storharkrankar.
Artens utbredningsområde är Nigeria. Inga underarter finns listade i Catalogue of Life.